# Pystrogor
Pystrogor (bułg. Пъстрогор) – wieś w Bułgarii, w obwodzie Chaskowo, w gminie Swilengrad. Według danych szacunkowych Ujednoliconego Systemu Ewidencji Ludności oraz Usług Administracyjnych dla Ludności, 15 grudnia 2018 roku miejscowość liczyła 163 mieszkańców.

## Rzeźba terenu
Wioska Pystrogor jest położona na płaskim, pagórkowatym terenie.

## Gleba
Na obszarze wsi występują żyzne gleby, co sprzyja uprawianiu różnorakich roślin.

## Wody
Znajdują się liczne małe strumyki.

## Inne
Wioska ta to centrum tranzytowe dla uchodźców.